# 19a Divisió Waffen SS de Granaders
La 19a Divisió Waffen SS de Granaders de Letònia (2a de letons) (19. Waffen-Grenadierdivision der SS (lettische Nr. 2)) va ser una divisió d'infanteria de les Waffen-SS durant la Segona Guerra Mundial. Va ser la segona divisió letona formada el gener de 1944, després de la seva unitat germana, la 15a divisió de granaders de Waffen de les SS (1a letó) amb la qual va formar la Legió letona. Va ser envoltat al Courland Pocket al final de la guerra on es va rendir a l'Exèrcit Roig.
La divisió es va formar el gener de 1944, a partir de 2 Brigades d'Infanteria de les SS amb l'addició d'un tercer regiment recentment creat, el Waffen Grenadier Regiment 46 (letó núm. 6). Simultàniament, les designacions dels altres dos regiments de granaders es van canviar de 39 i 40 a 42 i 43 respectivament. El comandant de la brigada de les SS, SS-Oberführer Hinrich Schuldt es va convertir en el primer comandant de la divisió. Després que Schuldt fos assassinat en acció el 15 de març de 1944, el SS-Standartenführer Friedrich-Wilhelm Bock va prendre el comandament temporalment, sent substituït el 13 d'abril pel SS-Oberführer Bruno Streckenbach, que va dirigir la divisió fins al final de guerra.
La 19a divisió va ser considerada pel Reich com la divisió dels voluntaris estrangers més "eficient", amb 11cavallers de la Creu de Ferro, incloent-hi 9 d'origen letó. Comptava entre les seves files amb el sinistre Viktors Arājs, el Sonderkommando del qual treballà en estreta col·laboració amb l'Einsatzgruppen A i va ser responsable de la mort d'entre 50.000 i 100.000 persones.